# Гшнитцер, Петер
Петер Гшнитцер (нем. Peter Gschnitzer, 10 июля 1953, Випитено, Трентино — Альто-Адидже) — итальянский саночник немецкого происхождения, выступавший за сборную Италии в конце 1970-х — начале 1980-х годов. Участник двух зимних Олимпийских игр, серебряный призёр Игр в Лейк-Плэсиде, серебряный медалист чемпионата мира и бронзовый чемпионата Европы, двукратный обладатель Кубка мира, многократный призёр национального первенства.

## Биография
Петер Гшнитцер родился 10 июля 1953 года в коммуне Випитено, регион Трентино — Альто-Адидже. Активно заниматься санным спортом начал в середине 1970-х годов, вскоре прошёл отбор в национальную сборную и стал принимать участие в крупнейших международных стартах, показывая довольно неплохие результаты. Благодаря череде удачных выступлений удостоился права защищать честь страны на зимних Олимпийских играх 1976 года в Инсбруке, соревновался там в программе одноместных саней и занял предпоследнее тридцать седьмое место.
Настоящий успех пришёл к Гшнитцеру после объединения с опытным саночником Карлом Бруннером, дебютный розыгрыш Кубка мира в сезоне 1977/78 они окончили на первом месте общего зачёта, став первыми обладателями этого трофея в двойках, а через год сумели повторить это достижение. На чемпионате мира 1977 года в австрийском Иглсе завоевали серебряную медаль, спустя два года на европейском первенстве в немецком Оберхофе взяли бронзу. Ездили соревноваться на Олимпийские игры 1980 года в Лейк-Плэсид и выиграли там серебро мужской парной программы. Но поскольку конкуренция в сборной на тот момент резко возросла, вскоре Петер Гшнитцер принял решение завершить карьеру профессионального спортсмена, уступив место молодым итальянским саночникам.